# Vua Arthur (phim 2004)
Vua Arthur (tựa gốc tiếng Anh: King Arthur) là phim điện ảnh phiêu lưu lịch sử của Anh-Mỹ-Ireland do Antoine Fuqua đạo diễn và David Franzoni viết kịch bản. Phim có sự tham gia của Clive Owen trong vai nhân vật chính, Ioan Gruffudd vai Lancelot và Keira Knightley vai Guinevere. Phim được ghi hình tại Ireland, Anh và xứ Wales. Tác phẩm từng khởi chiếu ở Việt Nam vào ngày 12 tháng 11 năm 2004.